# 黄耀明
黄耀明（アンソニー・ウォン、Anthony　Wong Yiu Ming, 1962年6月16日 - ）は、香港生まれのミュージシャン、音楽プロデューサー。身長：177cm、体重：65kg、星座：ふたご座、血液型：A型。達明一派のボーカル、進念二十面體（Zuni Icosahedron、ズニ・イコサヘドロン）の役員、人山人海音楽製作公司（People Mountain People Sea＝PMPS）の社長。

## 人物
- 好きな国はイギリス、アメリカ。
- 好きなスポーツは水泳。
- 趣味は読書、映画鑑賞、音楽鑑賞。
- 好きな歌手はデヴィッド・ボウイで、最も好きな日本のミュージシャンは椎名林檎。
- 好きな俳優はロバート・デ・ニーロ、マーロン・ブランド。
- 日本映画で一番好きなのは小津安二郎作品で、彼の作品はほとんど見た。

## 来歴

### 経歴
香港・牛頭角地区で幼年期を過ごし、中学は九龍工業学院に通う。中学時代に音楽と出会い、当時の流行曲を中心に多様なジャンルの音楽を聴き、映画館に通う青春時代をすごした。1981年に香港TVBのタレント養成所である香港無線電視芸員訓練班に入所し、芸能界入り。卒業後は「婦女新姿」と「香港早晨」のアシスタントディレクターを務めるが、一旦は製作アシスタントとして広告代理店への就職なども経験する。音楽ラジオ番組の台本を書いていたことからDJへの道が開け、1984年には商業電台（コマーシャルラジオ）の音楽番組「早晨星期一」や「明曲晩唱」、「突破時刻」を担当する。
1985年に劉以達が音楽雑誌「搖擺雙週刊」に掲載したボーカリスト募集告知に応募し、達明一派を結成。ポリグラムレコードと契約し、1986年にファーストシングル「達明一派」をリリースする。以後は香港のバンドシーンを牽引する存在として、香港人の内面を描いた歌詞などで若者の人気を獲得。また同年には最初の主演映画『恋愛季節』に出演し、第六回香港電影金像賞の最優秀新人賞にノミネートされた。
その一方、香港の前衛劇団進念二十面體の活動などにも積極的に参加した。1987年には同劇団による舞台「石頭記」に出演した。また引き続いて1986年の『金燕子（邦題：ゴールデンスワロー 魔翔伝説）』や1986年の『急凍奇侠』など商業映画にも出演している。
1990年、「達明一派我愛你演唱会」の後に方向性の違いから達明一派は解散。台湾のシンガー羅大祐のレーベル「音樂工廠」に参加し、最初のソロアルバム「信望愛」を発表する。1991年には映画『浮世恋曲』に主演。1993年には台湾の滾石唱片（ロックレコード）から二枚目のソロアルバム「借借你的愛」をリリースするが、そのルックスゆえにややアイドル寄りの路線で売り出された（後に「人山人海」を結成する主要メンバーとはこの時期から交流がスタートしている）。また同年には『聖女的欲望（邦題：ジョイ・ウォンの聖女伝説）』と1994年には『夜半一點鐘』に映画出演しているが、これを最後に積極的な俳優活動を行っていない。
1995年に香港の正東唱片（ゴーイーストレコード）と契約し、3枚目のソロアルバムとなる「愈夜愈美麗」をリリース。以降はソロシンガーとしての地位を確かなものとし、1996年には同アルバムからのシングル曲「春光乍洩」で多数の音楽賞を受賞した。さらに同年には達明一派が最初の再結成を行い、アルバム発売のほか香港・エリザベス体育館で記念ライブ「萬歳萬歳萬萬歳演唱會」を6日間開催している。（続いて結成20周年にあたる2004年にも同様の再結成を行い、香港・ホンハム体育館と上海・上海体育館にて記念ライブ「達明一派為人民服務20週年演唱會」を開催）。香港返還にあたる1997年には、これまで香港でヒットした楽曲のカバーアルバム「人山人海」をリリースしたほか、いくつかの実験的ライブにも意欲的な姿勢を見せた。
1999年に香港の環球音楽（ユニバーサルミュージック）と契約し、2000年には5枚目のソロアルバム「光天化日」をリリース。コンセプチュアルなステージ美術を用いたリリース記念ライブを開催する。2002年には同レコード会社に所属していた張國榮（レスリー・チャン）とのコラボレーションマキシシングル「cross over」をリリース。香港を代表する美貌を持つ男性アーチスト二人の競演は大きな話題を呼んだが、リリース時にはすでに張國榮の病状がやや深刻なものとなっていたため、リリース後のプロモーション活動一切を黄耀明が担当した。しかし「このレコーディング中に張國榮から学んだものは大きい」とは、現在のインタビューでも繰り返し語っている。
1999年6月16日、かねてから「人山人海」名義のライブなどで共同作業していた蔡德才、梁基爵、李端嫻、亞里安、于逸堯らと音楽製作＆レーベル会社人山人海音楽製作公司を設立。当初は小規模な自主制作レベルの会社だったが、自身の活動や実験的なライブを行うと同時に、at17やPixel Toyなどの実力派新人バンドを順調に育成。設立9年目の2006年4月にはオフィス移転にあわせスタジオ人山人海録音室をオープンさせた。
さらに近年は香港の大手芸能プロダクション英皇娯楽集団との個人マネージメント契約（同集団内「Music Icon」所属）を結んだことから、CDリリースやライブ活動、イベント出演、広告など様々な方面での露出が増加している。音響メーカーを中心とした広告モデルのほか、ディオール・オムやルイ・ヴィトン、アディダスなどが衣装提供を行うミュージシャンとして、ファッションリーダーとしても注目されている。
2013年4月に開催された、達明一派結成25周年記念ライブ「達明一派兜兜轉轉演演唱唱會」中にて、自らが同性愛者であることを公表した。その後、同じく同性愛者であることをカミングアウトした何韻詩らと「大愛同盟（Big Love Alliance）」を結成し、現在は同性愛者の平等な権利を訴える活動を積極的に行っている。
2021年8月2日、2018年の立法会補選の際、出馬した民主派の元立法会議員、區諾軒の選挙集会で不正行為があったとして選挙条例違反罪で、廉政公署に起訴された。2018年3月3日に香港中心部で行われた選挙集会で、黄は2曲歌い、區への投票を呼び掛けたという。選挙条例は、飲食物や娯楽を提供して投票を呼び掛ける行為を禁じている。

### 略歴
- 1981年、香港無綫電視芸員訓練班に所属
- 1983年、広告代理店に勤務
- 1984年、香港商業電台（英語版）（コマーシャルラジオ）第二台のDJを務める
- 1985年、劉以達とともに達明一派を結成
- 1990年、達明一派解散後、ソロ活動を開始。（以後、達明一派は1996年と2004年に再結成）
- 1996年、「春光乍洩」で多数の音楽賞を受賞
- 1997年、「毎日一禁果」で香港商業電台至尊歌曲大賞を受賞
- 1999年6月16日、蔡德才、梁基爵、李端嫻、亜里安、于逸尭らともに人山人海音楽製作公司を設立。現在はat17、Pixel Toyなども所属

## 音楽活動

### 音楽遍歴
UKロック、ポップスから強い影響を受けており、打ち込みを多用したエレクトロポップスはもっとも得意とするジャンルである。プロとして活動を始めてからは、UKものにこだわらず多種多様なジャンルの音楽を聴く熱心な音楽マニアで、プライベートでは自宅にCDとレコード5000枚を所有するコレクターでもあり、自宅寝室、ベッドルーム、洗面所など「いたるところに音響機器を設置している」「旅行先ではCDレコードショップめぐりを最優先するため同行者から嫌がられる」などとインタビューで語ったこともある。
彼が長年好きなアーティストとして挙げ続けているのは、デビッド・ボウイとペットショップボーイズ。1997年にデビッド・ボウイがリリースした『Earthling』では、香港版に特別収録された『刹那天地 A Feeling Moment』（「Seven Years In Tibet」北京語バージョン）の仮歌を担当した。香港で公演する著名な海外ミュージシャンのライブにはほとんど顔を見せるほか、ライブ目当てに海外へ出かけたというニュースも度々報じられている。またマドンナの熱心なファンでもあり、アメリカでのライブ鑑賞時に公式グッズをほぼ全種類購入したという武勇伝もある。

### 音楽性
ステージではやや奇抜な衣装を用いるなど、ビジュアル的にも実験的な取り組みを行う。しかし長年の友人でもある林奕華（エドワード・ラム）が著書によると、「普段の彼は非常にナイーブでおとなしく、衣装の派手さはあくまでもステージ上でのキャラクター作りにすぎない」としている。
達明一派時代は社会的な内容の歌詞が大半だったが、ヒット曲「禁色」以降とソロ活動開始後は、自身の内面や人生観、恋愛観を描いた歌詞を好むようになった。友人としても親交が深い著名作詞家である林夕や黄偉文、周耀輝らがその歌詞世界を支えている。
また長年の映画ファンでもあるため、映画の主題歌なども担当。2006年には自身や王菲（フェイ・ウォン）などのプロモーションビデオ監督として長年交流していた區雪兒（スージー・アウ）の初長編作品『明明』において音楽総監督を務めている。

### 音楽プロデューサー
自身のアーチスト活動のほか、他アーティストのプロデュース作品も数多い。おなじ香港で活躍する俳優の黄秋生も英語名がアンソニー・ウォンと同じだが、同姓同名の別人。両者は友人であり、黄秋生の音楽活動においても黄耀明が楽曲プロデュースをおこなうなどの交流がある。他にプロデュースを手がけたアーティストは梅艶芳（アニタ・ムイ）、莫文蔚（カレン・モク）、ミリアム・ヨン、彭羚（キャス・パン）、梁朝偉（トニー・レオン）など。

## 広告への出演
独創的な音楽性と人目を惹くルックスから、クリエイティビティをアピールしたい企業による商品およびブランドの広告塔として頻繁に起用されている。90年代初頭には服飾メーカー「ダーバン」のブランド「A.A.R」のイメージキャラクターとして、当時新人女優だった舒淇（スー・チー）とともに登場した。これは当時、広告撮影担当だったクリストファー・ドイルによる起用であり、当時両者ともに日本ではほぼ無名の存在ではあったが、日本国内向けの宣伝フィルムとポスターに使用された。
以後、香港内ではSONY「Walkman」、LVMHグループ「VSOP」関連プロモーション企画「ミュージックディスカバリー」香港代表、サムソン、KEF（英国のスピーカーメーカー）などの広告宣伝モデルを務めている。また、アメリカのKiehl'sなど、購買者が招待される企業後援の企画ライブにも時折出演している。
LVMHグループ「VSOP」との関連から、現在自身のライブを含む公の活動ではルイ・ヴィトンおよびディオール・オムが積極的な衣装提供を行っている。またアニエス・ベーとアディダスも一部の衣装提供を行なっており、有名ブランド4社から同時に衣装提供を受ける香港芸能人として近年では珍しい存在となった。今でこそモード色が強まってはいるが、普段はいたってシンプルであり、かつてはoasisやペットショップボーイズ、マドンナ、デビッド・ボウイなどのお気に入りアーチストTシャツ姿などで公式の場によく登場していた。

### 社会活動への参加
音楽活動のほか、Oxfamへの参加や香港AIDS CONCERNの大使役、香港西九龍地区の開発評議員への選出、自身の出身地域である香港クントン地区の再開発関連イベントへの出席など、社会的な活動にも積極的に参加する姿勢を見せている。2005年にWTO閣僚会合が香港で開催された際は、Oxfamからメキシコの俳優ガエル・ガルシア・ベルナルらとデモ行進に参加。2007年にはLIVE EARTHに中国代表として上海で参加。また自身の音楽製作プロダクションである人山人海の10周年記念イベントを「人山人海擁抱緑色和平音樂會」（07年8月21日、香港クイーンエリザベススタジアム）とし、グリーンピースとコラボレートした環境保護に関するコンセプトライブを開催している。さらに今年11月開催の香港議会選挙では、容祖兒（ジョーイ・ヨン）とともに選挙大使に任命された。

## 主な作品

### リリースアルバム
- 1992年「信望愛」
- 1993年「借借你的愛」
- 1994年「明明不是天使」
- 1995年「愈夜愈美麗」（2005年に通常版、2006年に豪華版で再発売）
- 1996年「5餅2魚」（リミックス中心のマキシシングル）
- 1997年「人山人海」
- 1997年「愛倒死精選」（ベストアルバム）
- 1997年「黄耀明+林海峰 拉闊音樂」（林海峰との合同ライブアルバム／2006年に再発売）
- 1998年「風月寶鑑」（ベストアルバム／2006年に再発）
- 1998年「下世紀再嬉戲（新曲+精選）」 （ベストアルバム＋新曲）
- 2000年「光天化日」
- 2000年「飛行音樂劇 花天走地原聲唱片」
- 2000年「有明歳月」（ベストアルバム＋新曲）
- 2000年「光天化日 - 黄耀明演唱會」（ライブアルバム）
- 2001年「黄耀明Collection 1995 - 2000精選集」（ベストアルバム）
- 2002年「Acoustic...and a little more」（アコースティックバージョンを中心としたベストアルバム）
- 2002年「Cross over」（張國榮／レスリー・チャンとのコラボレーションマキシシングル）
- 2003年「廿一世紀精選」（達明一派時代の歌曲を含めたベストアルバム）
- 2003年「我的二十一世紀」
- 2004年「明日之歌」（香港の著名な作曲家顧嘉煇の楽曲カバーを中心としたトリビュートアルバム）
- 2004年「黄耀明滿天神佛[才羅]命舞會03」（ライブアルバム）
- 2004年「昨日的歌」（ベストアルバム）
- 2005年「我愛明哥 黄耀明作品精選集」（達明一派時代の歌曲を含めたベストアルバム）
- 2006年「港楽 VS 黄耀明 Live - 電幻狂想曲」（香港交響楽団とのコラボレーションライブアルバム）
- 2006年「若水」
- 2006年「黄耀明金經典」（正東唱片（ゴーイーストレコード）所属時代のベストアルバム）
- 2008年「King Of The Road」
- 2009年「黄耀明精選 Everlasting Happy Golden Forever Greatest Classics」（ベストアルバム）
- 2011年「拂了一身還滿」
- 2012年「明日之歌廳」（2011年10月に行われた顧嘉煇の楽曲カバーのみで構成されたライブのDVDアルバム。特別版はCD付き）
- 2014年「太平山下」(EP)

### ライブステージ
- 1997年「人山人海音楽会」（香港芸術節関連イベント）
- 1997年「創作人人山人海演唱会」
- 2000年「花天走地　飛行音楽劇」（香港芸術節関連イベント）
- 2000年「光天化日　黄耀明演唱会」（個人ライブ）
- 2000年「香港在柏林音楽会」（ドイツ・ベルリンでのライブ）
- 2000年「柏林在香港音楽界」
- 2000年「黄耀明＠人山人海演唱会」
- 2000年「黄耀明光天化日澳門演唱会」（マカオでの年越しライブ）
- 2001年「漫遊拉闊遊楽會第八場 - 黄耀明」
- 2001年「黄耀明沿途監督獨楽楽人山人海音楽会」
- 2002年「人山人海 + Double C Music Group 獨楽楽音楽会」
- 2003年「恋人論語」（香港芸術節関連イベント - 林奕華／エドワード・ラムによる音楽劇）
- 2003年「黄耀明満天神佛攞命舞会」（個人ライブ）
- 2004年「拉闊人山人海包圍達明一派音樂会」（達明一派再結成の前哨戦イベントライブ）
- 2004年「達明一派為人民服務20週年慶典音楽会」（達明一派名義の再結成ライブ）
- 2005年「恋人論語」（2003年バージョンを改編した音楽劇の台湾公演）
- 2006年「港楽vs黄耀明－電幻狂想曲音楽会」（香港交響楽団とのコラボレーションライブ）
- 2009年「大紫禁城」（香港芸術節関連イベント - 進念二十面體主催・製作による音楽劇）
- 2010年「人山人海打游GIG之我是您的明哥黄耀明音楽会」
- 2011年「明日之歌廳－黄耀明唱顧嘉煇音楽会」（顧嘉煇の楽曲カバーのみで構成されたライブ）
- 2011年「鐵路像記憶一様長」（香港芸術節関連イベント - 進念二十面體主催・製作による音楽劇）
- 2013年「達明一派兜兜轉轉演演唱唱會」（達明一派名義の再結成ライブ）
- 2014年「太平山下黄耀明演唱会2014」（個人ライブ）

### 映画挿入歌と主題歌
- 1994年『晩九朝五』（挿入歌「忽爾今夏」）
- 1994年『飲食男女』（挿入歌「愛比死更冷」）
- 1996年『四面夏娃』（主題歌「夏娃的第八天」挿入歌「忘不了的你」）
- 1997年『愈快樂愈墮落』（ホールド・ユー・タイト Hold You Tight／主題歌「暗湧」）
- 2003年『大隻佬』（主題歌「身外情」）
- 2006年『明明』（主題歌「流浪者之歌」／主演・周迅（ジョウ・シュン）とのデュエット）
- 2014年『香港仔』（主題歌「目的地」）

### 出演映画
- 1986年『恋愛季節（邦題：恋愛季節 キスミーグッバイ）』（第六回香港電影金像賞・最優秀新人賞ノミネート）
- 1987年『金燕子（邦題：ゴールデンスワロー 魔翔伝説）』
- 1989年『急凍奇侠』
- 1989年『浮世恋曲』
- 1993年『聖女的欲望（邦題：ジョイ・ウォンの聖女伝説）』
- 1997年『夜半一點鐘』